# オノの不等式
幾何学におけるオノの不等式（オノのふとうしき、Ono's inequality）は、三角形の辺と面積に関する不等式である。
1914年に T.オノはこの式が任意の三角形について成り立つと予想したが、1916年に Balitrand によって予想が誤りであることと鋭角三角形であればこの式が成り立つことが示された。

## 不等式
鋭角三角形の3辺を a, b, c 、面積を S としたとき、以下の不等式が成り立つ。
{\displaystyle 27(b^{2}+c^{2}-a^{2})^{2}(c^{2}+a^{2}-b^{2})^{2}(a^{2}+b^{2}-c^{2})^{2}\leq (4S)^{6}.}
この式は鈍角三角形だと成り立たないことがある。反例としては a = 3, b = 2, c = 4 のような例が挙げられる。

## 証明
与式の両辺を {\displaystyle 64(abc)^{4}} で割る。
{\displaystyle 27{\frac {(b^{2}+c^{2}-a^{2})^{2}}{4b^{2}c^{2}}}{\frac {(c^{2}+a^{2}-b^{2})^{2}}{4a^{2}c^{2}}}{\frac {(a^{2}+b^{2}-c^{2})^{2}}{4a^{2}b^{2}}}\leq {\frac {4S^{2}}{b^{2}c^{2}}}{\frac {4S^{2}}{a^{2}c^{2}}}{\frac {4S^{2}}{a^{2}b^{2}}}}
左辺に余弦定理を適用し、右辺に {\displaystyle S={\frac {bc\sin {A}}{2}}} などを適用する。
{\displaystyle 27(\cos {A}\cos {B}\cos {C})^{2}\leq (\sin {A}\sin {B}\sin {C})^{2}}
任意の三角形について成り立つ恒等式 {\displaystyle \tan {A}+\tan {B}+\tan {C}=\tan {A}\tan {B}\tan {C}} を利用して変形する。
{\displaystyle 27\tan {A}\tan {B}\tan {C}\leq (\tan {A}+\tan {B}+\tan {C})^{3}}
鋭角三角形であれば各内角の正接は正なので、相加相乗平均の関係より上の式は成り立つ。

## 参照
- Balitrand, F. (1916). “Problem 4417”. Interméd. Math. 23:  86–87.
- Ono, T. (1914). “Problem 4417”. Interméd. Math. 21:  146.
- Quijano, G. (1915). “Problem 4417”. Interméd. Math. 22:  66.